# Soporul de Câmpie, Cluj
Soporu de Câmpie (în maghiară Mezőszopor), este un sat în comuna Frata din județul Cluj, Transilvania, România. Pe teritoriul actualei așezări s-au descoperit urmele unui cimitir dacic. Pe baza întregului material arheologic și a caracteristicilor sale, cimitirul de la Soporu de Câmpie a fost datat începând cu mijlocul sec. II d. Hr. , până la sfârșitul epocii romane și atribuit unei comunități autohtone din provincie. Satul este cunoscut pentru tradițiile populare românești promovate de Taraful din Soporu de Câmpie și de formațiile de dansuri populare din localitate. Până în 1966 a avut statut de comună.

## Istoric
Pe teritoriul actualei așezări s-au descoperit urmele unui cimitir dacic. Pe baza întregului material arheologic și a caracteristicilor sale, cimitirul de la Soporu de Câmpie a fost datat începând cu mijlocul sec. II d.Hr., până la sfârșitul epocii romane și atribuit unei comunități autohtone din provincie. Până în jurul anului 1600, sat maghiar, apoi (după devastări militare grave), a fost repopulat cu români .

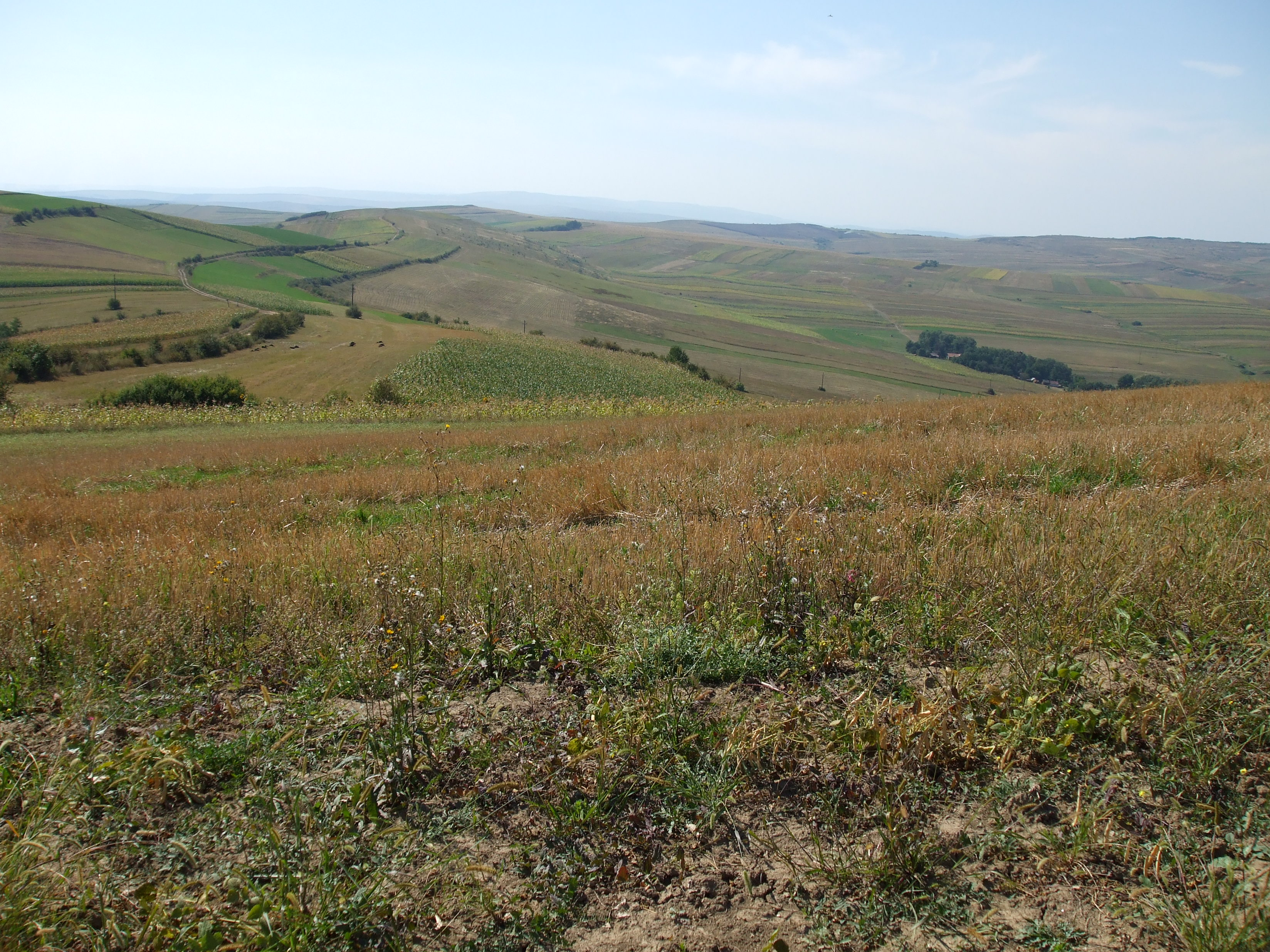
Zona istorica Mǎzǎrişti - Rǎzoare, la graniţa cu Aruncuta

Pe Harta Iosefină a Transilvaniei din 1769-1773 (Sectio 142), localitatea a apărut sub numele de „Szopor”.
Satul este alimentat cu gaz metan din jurul anului 1960 și are toate drumurile pietruite. Deși satul are o comunitate numeroasă de romi (peste 20% din populație), aceștia s-au adaptat bine în comunitate. Satul a cunoscut o puternică dezvoltare și înflorire economică înainte de 1990, când majoritatea locuitorilor din sat au lucrat în unități economice din Câmpia Turzii și Turda. În partea sudică, spre Ceanu Mare, s-a descoperit în perioada 1956-1961 cunoscutul cimitir dacic, cuprinzând 215 morminte . Pe plan religios este de menționat mănăstirea de la granița cu Frata, o biserică veche precum și una nouă, aflată în faza finală a construcției.
După unirea Transilvaniei cu România, satul a fost inclus în structura administrativǎ a județului Cojocna, plasa Mociu. În 1930, Soporu de Câmpie se gǎsea în structura județului Cluj, plasa Mociu, iar în 1941 în județul Cluj-Turda, plasa Câmpia Turzii.
În anul 1956, satul a fost inclus în Regiunea Cluj, raionul Turda, iar în 1966 a figurat cu statut de comunǎ în raionul Turda, județul Cluj.
Numele istorice ale localității:
- 1839 Szopor
- 1881 Szopor (Mező-)
- 1890 Mező-Szopor
- 1920 Soporul de Câmpie, apoi Supurul de Câmpie
- 1941 Soporul de Câmpie
- 1968 Soporu de Campie

## Descoperiri arheologice
Pe locul numit „Măzăriște“, la dreapta drumului ce iese din sat {drumul de la "Șură", spre Aruncuta }, pe o terasă, există o așezare din epoca romană. La poalele dealului „Cuntenit“ sau „Hodaie“, situat la aproximativ 2 km sud de sat, s-a descoperit și apoi s-a cercetat sistematic, între anii 1956-1961, un cimitir mai vechi al satului.S-au dezvelit, în total, 189 de morminte, la care se adaugă cele distruse până la începerea cercetărilor, astfel că numărul total de morminte a fost estimat la 215. Dintre mormintele cercetate, 168 erau de incinerație, iar 21 de înhumație. La toate mormintele de incinerație arderea defuncților s-a făcut la ustrinum, iar după modul cum au fost depuse resturile incinerării s-au constatat următoarele tipuri de morminte:
- morminte cu urnă depusă într-o groapă simplă, 136;
- morminte cu urnă, aceasta fiind depusă într-o cutie formată din lespezi de piatră, 3;
- morminte cu urnă depusă într-o groapă acoperită cu un podium din lespezi, 2;
- morminte fără urne, cu resturile incinerării depuse direct într-o groapă simplă, de mici dimensiuni și forma rotund-ovală, 27.

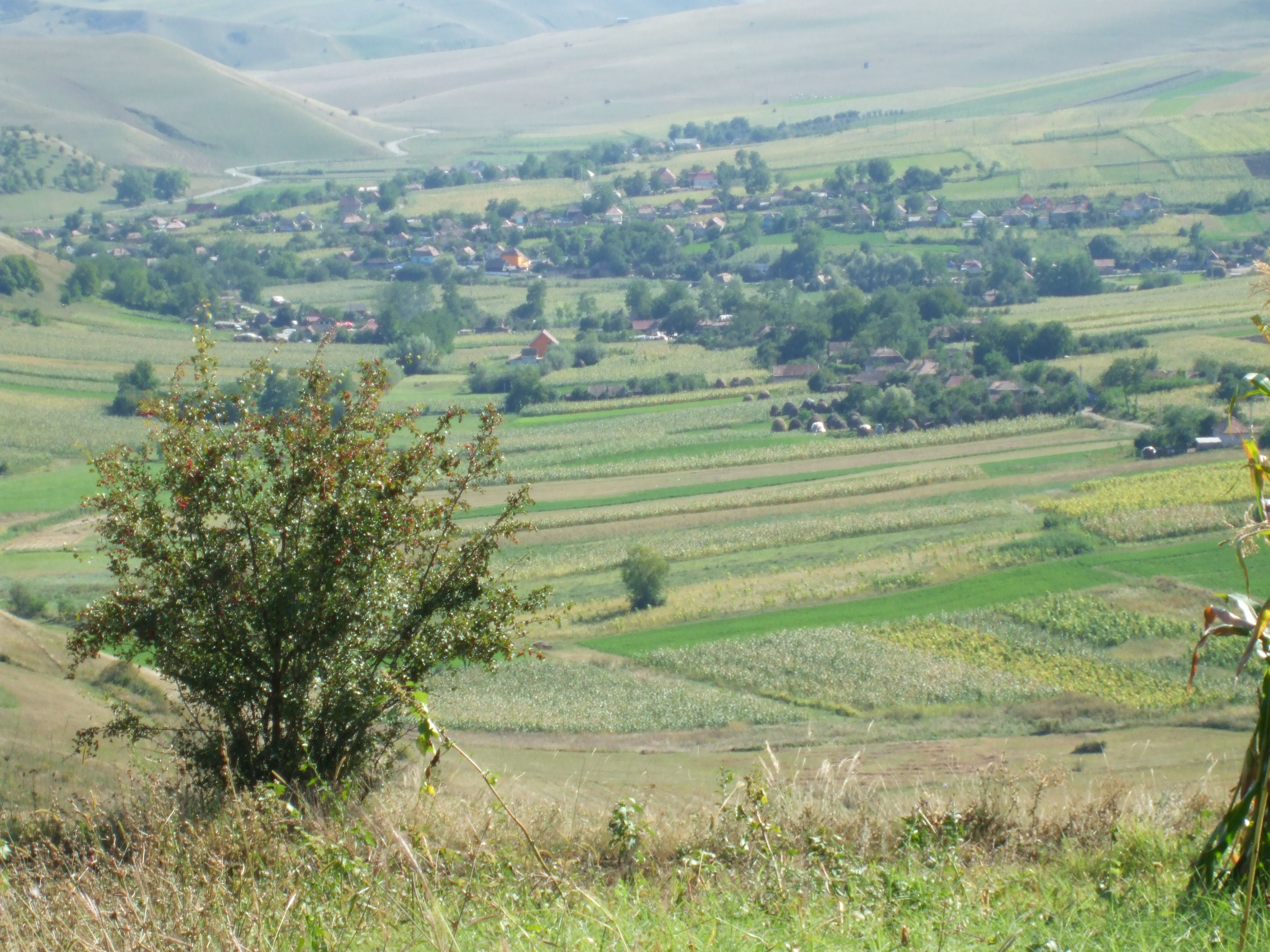
Zona Mǎzǎrişti - Platoul din plan apropiat, la graniţa cu Aruncuta ,vatra unei aşezări dacice.

În cele mai multe cazuri s-au folosit drept urne vase de uz comun, întregi sau fragmentare îndeosebi oale de factură romană, cu și fără toarte, lucrate din pastă fină roșie sau din pastă cenușie-brună, zgrumțuroasă, precum și oale de factură dacică, lucrate cu mâna din pastă grosieră, de culoare cenușie-negricioasă și cu ornamentele specifice ceramicii dacice: butoni mici, brâuri alveolate sau crestate. Cele mai multe urne erau acoperite cu capace speciale sau cu capace improvizate din cești dacice, lespezi de gresie, farfurii, străchini, funduri de oală. Urnele erau umplute doar parțial și conțineau oase calcinate, cenușă și cărbune și obiectele de inventar. Într-un mormânt cu cistă de piatră s-au descoperit două urne, fiind vorba, foarte probabil, de două înmormântări succesive. Mormintele acoperite cu un podium de lespezi de piatră aveau urnele acoperite cu capace, iar podiumul avea circa 1mp și se afla cu 5–7 cm deasupra urnelor. Mormintele fără urnă aveau o groapă simplă, nearsă și conțineau oase calcinate, cenușă, foarte rar fragmente ceramice, niciodată vase întregi și doar într-un singur mormânt s-a găsit o fibulă de bronz, fragmentară. Mormintele de înhumație au aparținut, toate, unor copii sub 7 ani. Ele erau situate la adâncimi de aproximativ 1 m și erau, în general, lipsite de inventar. În două astfel de morminte s-au găsit fragmente de vase romane, iar într-unul, fragmente dintr-o oală dacică. Aceste morminte apar pe toată suprafața cimitirului și sunt contemporane cu cele de incinerație. În ansamblul cimitirului, ceramica dacică s-a descoperit în 62 de morminte, în 45 este asociată cu cea romană, în restul mormintelor apare singură. Inventarul mormintelor, mai mult prezent în cele cu urnă, constă, pe lângă fragmentele ceramice depuse cu ofrande, din: obiecte de podoabă corporală (cercei și inele din argint, mărgele de forme și din materiale diverse, brățări din fir de argint sau din bronz, pandantive din fier sau bronz), accesorii vestimentare (fibule din bronz sau fier, ace), mai multe lame de la cuțitașe din fier, cuțite de fier, butoni și aplice stilizate din bronz, fusaiole din lut ars și 6 monede de bronz de la Traian, Faustina I, Marcus Aurelius și Crispina Commodi. Obiectele de podoabă poartă urmele trecerii lor prin foc. Pe suprafața cimitirului au fost descoperite mai multe lespezi de piatră locală, interpretate ca semne de căpătâi. Pe baza întregului material arheologic și a caracteristicilor sale, cimitirul de la Soporul de Câmpie a fost datat începând cu mijlocul sec. II, până la sfârșitul epocii romane și atribuit unei comunități autohtone din provincie .El reprezintă dovada certă cu privire la continuitatea civilizăției daco-romane, pe meleagurile țării noastre, și după cucerirea romană, în urma razboaielor cu dacii din perioada 101-102 și 105-106 e.n. Importanta istorica a cimitirul dacic din Soporu de Campie este prezentată în carțille scrise de istoricul  Dumitru Protase în  Șantierul arheologic Soporu de Cîmpie (r. Turda, reg. Cluj),  Editura Academiei Republicii Populare Romîne, 1962 si ,de acelasi autor, Un cimitir dacic din epoca romană la Soporu de Câmpie. Contribuții la problema continuității în Dacia, București, 1976. Din păcate ,și în prezent, întreg perimetrul cimitirului dacic continuă să fie privit ca un simplu loc de pășunat și nu ca un reper istoric important, nefiind prevăzut nici macar un semn de identificare ,fie el și creștinesc, în condițiile în care Primaria din comună plătește lunar doi salariați care , se presupune ,că s-ar ocupa cu așa zisul turism din zonă, practic inexistent. În prezent, zona cu amplasamentul cimitirului dacic , aparține de satul Iacobeni,comuna Ceanu Mare,jud.Cluj. De altfel,în perioada lucrărilor arheologice din cimitir {1956-1961},satul Iacobeni aparținea administrativ de comuna Soporul de Campie { alaturi de satul Aruncuta }, iar dupa reorganizarea administrativă din 1968 satul Iacobeni a fost inclus în comuna Ceanu Mare , de care aparține și în prezent. Numai așa se explică  denumirea dată initial  cimitirului dacic și menționată în cărțile de  specialitate ca aparținănd de Soporu de Campie. Probabil că, lipsa de informare explică indiferența autoritaților locale din ambele comune , în care comuna Frata  figurează { în literatura de specialitate } ca titular a unei zone arheologice importantă pentru istoria poporului roman ,iar ceilalți { adică comuna Ceanu Mare , sat Iacobeni ,jud.Cluj } încă  nu știu ce comoară istorică au în propria ogradă... 

### Ceramica dacică din Soporu de Câmpie

Fragmente de ceramică dacică din zonă

În Soporul de Câmpie s-a cercetat pentru prima dată o necropolă care poate fi atribuită autohtonilor din provincia Dacia. Materialul ceramic de factură dacică este format dintr-un lot de aproximativ 42 de vase, lucrate exclusiv cu mâna, din pastă cu multe impurități, combinând nisip și pietricele. Principalele forme sunt oalele fără toarte. Decorul este sărac, format din ornamente în relief: brâuri alveolare sau crestate, brâuri simple, butoni mici rotunzi sau ornamente incizate: striuri superficiale, neregulate, făcute cu măturica, linii drepte sau ondulate, crestături sau alveole, plasate pe umărul sau buza vasului. Prin natura materialului din care este confecționată, ceramica de factură dacică este foarte friabilă, păstrându-se, în general fragmente, ceea ce face ca o tipologie să fie dificil de stabilit. Descoperirile din cele două necropole de la Soporu de Câmpie și Locusteni care constau din vase folosite ca urne, permit considerații asupra acestor categorii ceramice. În ajutorul stabilirii unor serii tipologice se remarcă marea diversitate a formelor și dimensiunilor vaselor, îndeosebi a celor lucrate cu mâna, situație care l-a determinat pe D. Protase să afirme că, dacă ar fi să luăm în seamă toate amănuntele, am avea 42 de forme din cele 42 de vase de factură dacică descoperite în necropola de la Soporul de Câmpie. ,.

## Date geografice

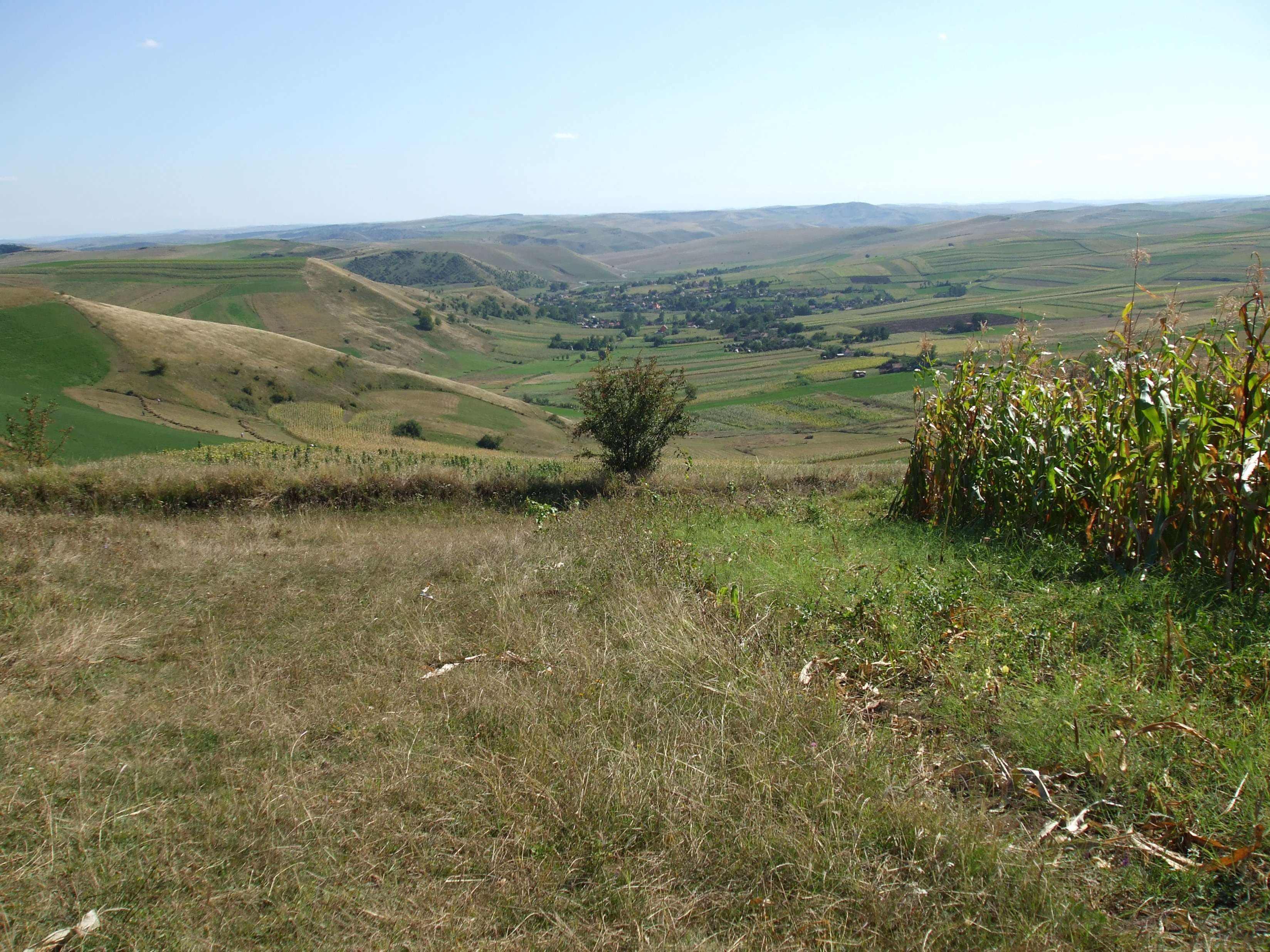
Satul, vedere nord - sud

Satul Soporu de Câmpie se află în partea de sud-est a județului Cluj, la 30 km de Turda și 50 km de Cluj-Napoca.
Se învecinează la nord cu Aruncuta, la sud cu Ceanu Mic, respectiv Frata la est și Iuriu de Câmpie în partea de vest. În partea estică satul este flancat de dealuri, iar în partea vestică este o largă zonă depresionară care depășește hotarul satului.
În zonă predomină solurile brune de pădure, dispuse în mari platouri cu deschidere mai mare spre sud-vest, ce oferă condiții bune pentru cultura vegetală.
Satul dispune totodată de mari suprafețe de pășune pentru creșterea animalelor, cât și resurse importante de apă potabilă. Clima este boreală, cu ierni relativ reci, primăveri și ierni geroase. Vara este călduroasă, temperaturile atingând în iulie și prima jumătate a lunii august circa 28°-30 °C. Vânturile în general sunt reduse ca intensitate. Precipitațiile sunt relativ numeroase.
Satul este traversat de șoseaua de legătură Turda-Câmpia Turzii-Frata-Bercheșu, care se intersectează cu drumul național Cluj-Napoca-Reghin în apropiere de Mociu.
Flora și fauna satului este specifică zonei de silvostepă, predominând salcâmul, stejarul, gorunul, frasinul, carpenul etc., iar din faună iepurii, căprioara, mistreții, lupul, pisica sălbatică, viezurele, dihorul etc. Dintre păsări, graurul, stăncuța, rândunica, barza, codobatura, lăstunul, coțofana etc.

## Date economice
Economia este preponderent agrară, principala ocupație fiind cultura vegetală și creșterea animalelor. În sat există și câteva societăți comerciale specializate pe comerț și producție de încățăminte. Satul este racordat la rețeaua natională de gaz metan încă din jurul anului 1960, iar structuta demografică este bine proporționată, fiind una din puținele sate cu o crestere relativ constantă a natalității așa cum rezultă și din tabelul de mai jos :

## Date demografice
De-a lungul timpului populația satului Soporu de Câmpie a evoluat astfel:

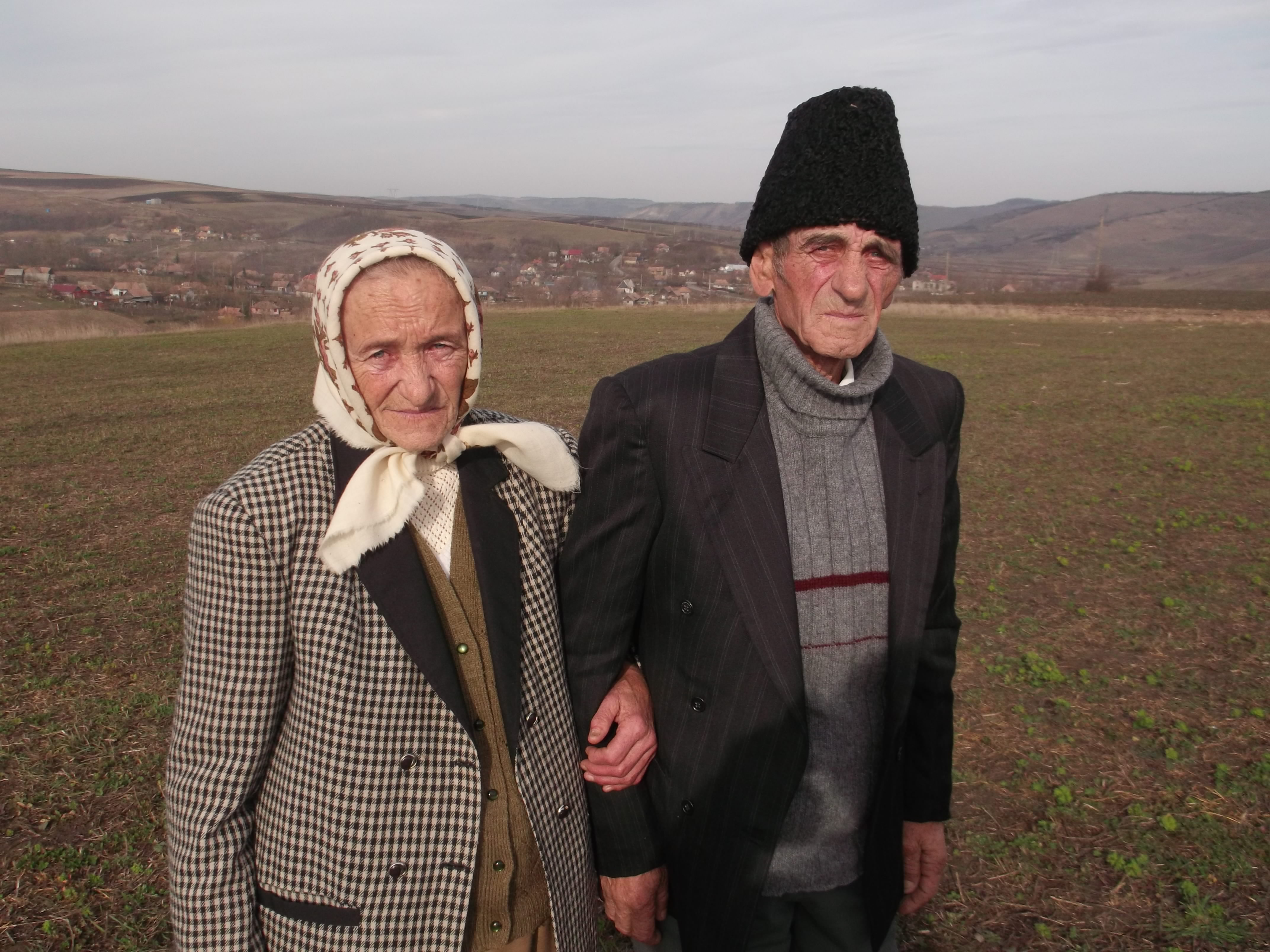
Fenomenul de îmbătrânire a populației de la sate se manifestă pregnant, după 1989, și în Soporu de Câmpie datorita dezindustrializării zonei Cămpia Turzii -Turda, tinerii din sat fiind nevoiți să plece la muncă în străinătate {în special în Spania și Italia}.

Pe întreaga perioadă analizată se observă ponderea majoritară a românilor din totalul populatiei.

### Structura populației dupǎ apartenența religioasǎ

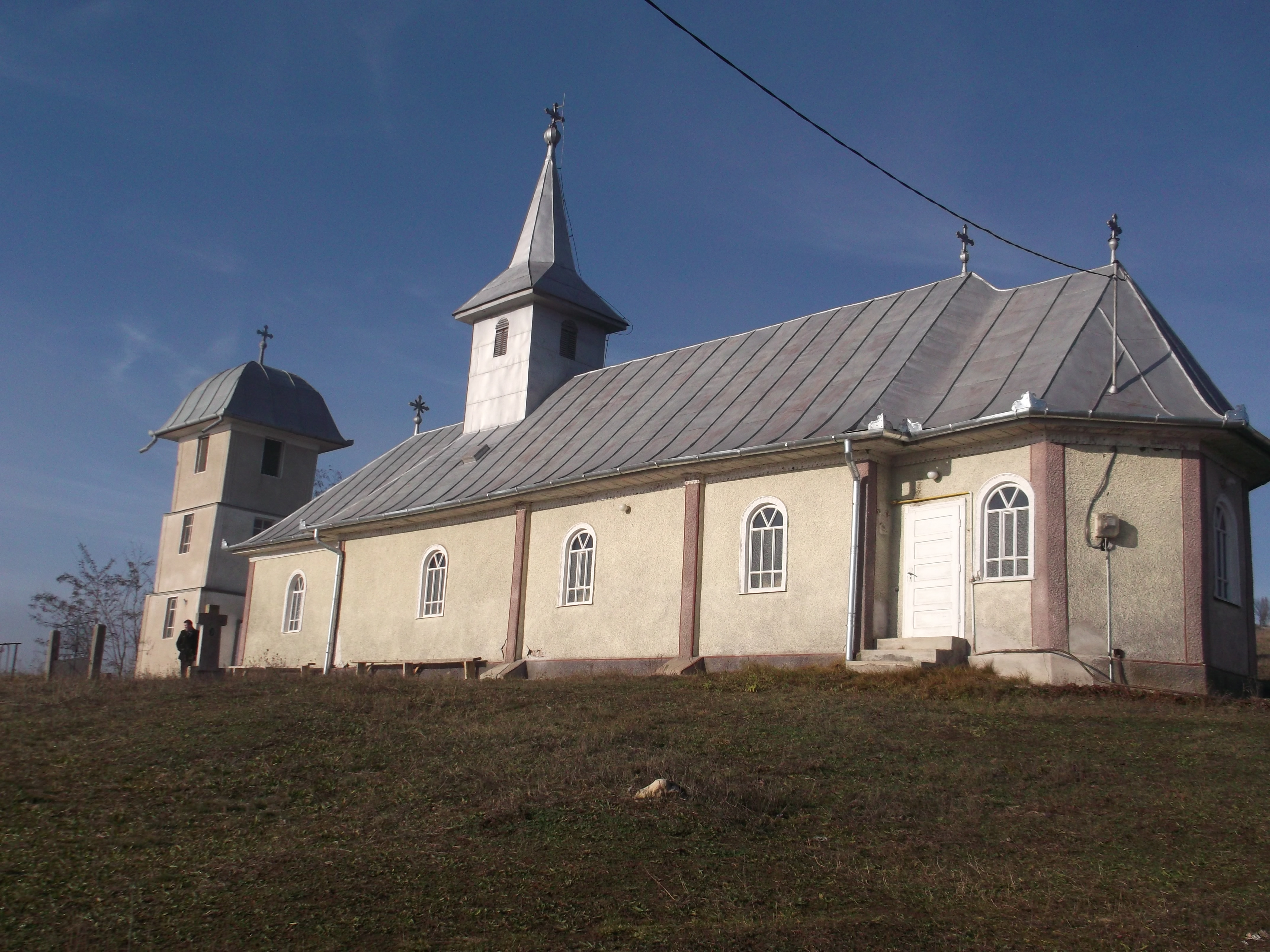
Vechea biserică din sat, aflată în conservare din 2011.

În legatură cu latura spirituală a locuitorilor, aceștia și-au păstrat credința ortodoxă de-a lungul istoriei chiar și în condițiile în care majoritatea satelor românești din Transilvania îmbrățișaseră, încă din prima parte a secolului al XVIII-lea, religia greco-catolică așa cum rezultă din evoluția datelor statistice  
În condițiile date, adica localitate cu religie preponderent ortodoxă , apariția Mănăstirii ortodoxe "Sfânta Treime" într-o zonă pitorească din Soporul de Câmpie este un rezultat firesc al evoluției spirituale a locuitorilor din acest vechi perimetru istoric transilvănean ,respectiv  au sprijinit - material și spiritual - apariția acestei mănăstiri.

## Muzica și jocul din Soporu de Câmpie

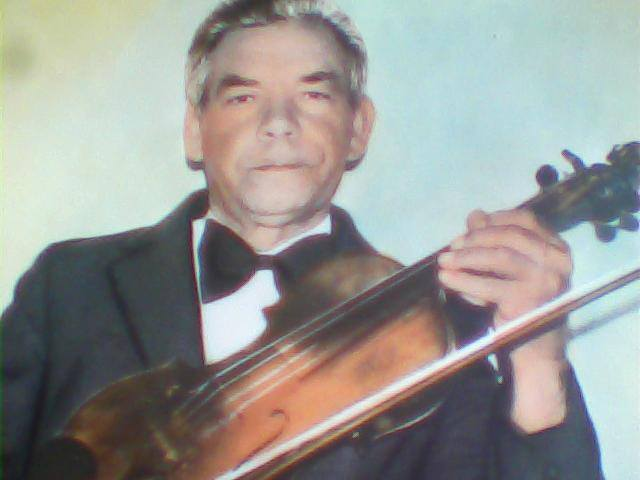
Violonistul Sandor Ciurcui, creatorul și conducatorul Tarafului din Soporu de Campie.

Formaţia de muzică populară condusă de violonistul Sandor -Ciurcui Alexandru cu porecla Șandor Bătrânul(prim.plan) pt a nu se face confuzie cu fiul său Ciurcui Alexandru Sandorica Tînărul

Școala din sat în care se învată, odată cu alfabetul, primii pași în dansul popular.

„Soporu de Câmpie este un sat situat în partea centrală a Transilvaniei, a cărui periferie pare desprinsă de lume, uitată de vreme. Cei mai respectați în comunitate sunt muzicanții, iar dintre aceștia Ciurcui Alexandru Francis Șandor , Ciurcui Romulus Nonu, Ciurcui Alexandru are locul său bine meritat. Deși majoritatea sunt țigani, păstrează și transmit prin interpretarea lor specificul românesc al muzicii din Transilvania. Muzica lor este specială, greu de reprodus, dominată de aglomerări de ornamente și oscilații ritmice. Și dansurile de aici sunt singulare, spectaculoase, însoțite de strigături aproape cântate, ce duc la o heterofonie în raport cu melodia cântată instrumental. Strigăturile sunt niște formule sonore stranii, emise liber, în acut, cu o mare intensitate de expresie și culoare, având calitățile cântecelor rituale. Degajă o atmosferă de măreție și solemnitate. Este posibil ca vreme înainte să fi existat linii melodice corespunzătoare acestor texte, ajunse la noi doar în formă strigată. Strigăturile au în primul rând o funcție de comunicare, atunci când comunitatea se adună pentru a petrece. Prin strigături iți poți exprima bucuria, necazul, părerea despre lume, despre un eveniment sau despre o persoană. Îți poți atrage perechea și ulterior o poți cuceri. În satul tradițional cine nu poate striga are mari probleme de integrare în comunitate. Este considerat incapabil să își exprime sentimentele, disponibilitatea erotică, starea psihică. Când răsună muzica în Soporul de Câmpie, oamenii nu stau pe gânduri, își lasă treburile, lasă totul baltă și se strâng în jurul ceterașului. Râd, plâng, dansează, trăiesc cu maximă intensitate muzica. Sunt comunități ale căror jocuri sunt imposibil de reprodus. Acestea s-au transmis din generație în generație în hotarul satului, precum limba maternă, și vor muri odată cu ultimii danțauși dacă tinerii nu înțeleg sau ignoră importanța fenomenului. Acestea sunt dansurile din Câmpia Transilvaniei. Ritmul dansului e straniu, asimetric, sincopat, producând pe verticală o adevarată poliritmie iar pe orizontală o nebănuită polimetrie. Acesta face ca dansul să fie viu, complicat, ca însăși viața, plin de neprevăzut, frânt când nu te astepți sau curgând molcom spre infinit, sălbatic, liber și totodată guvernat de pași preciși, de mișcări îndelung învățate, esențializate prin gestul unor întregi generații. Te surprinde, ai impresia că și tu poți, că e în tine, îi simți puternic prezența, crezi că i-ai prins înțelesul, taina, intri in joc... dar înțelegi imediat că trebuia să te fi născut acolo, să fi crescut acolo, să fi ramas acolo... și le mulțumești lor, țăranilor din Câmpia Transilvaniei că încă mai există.”—"Muzicanții din Soporu de Câmpie" scris de cântărețul de muzică populară Grigore Leșe

## Obiective turistice

Monumentul eroilor din sat

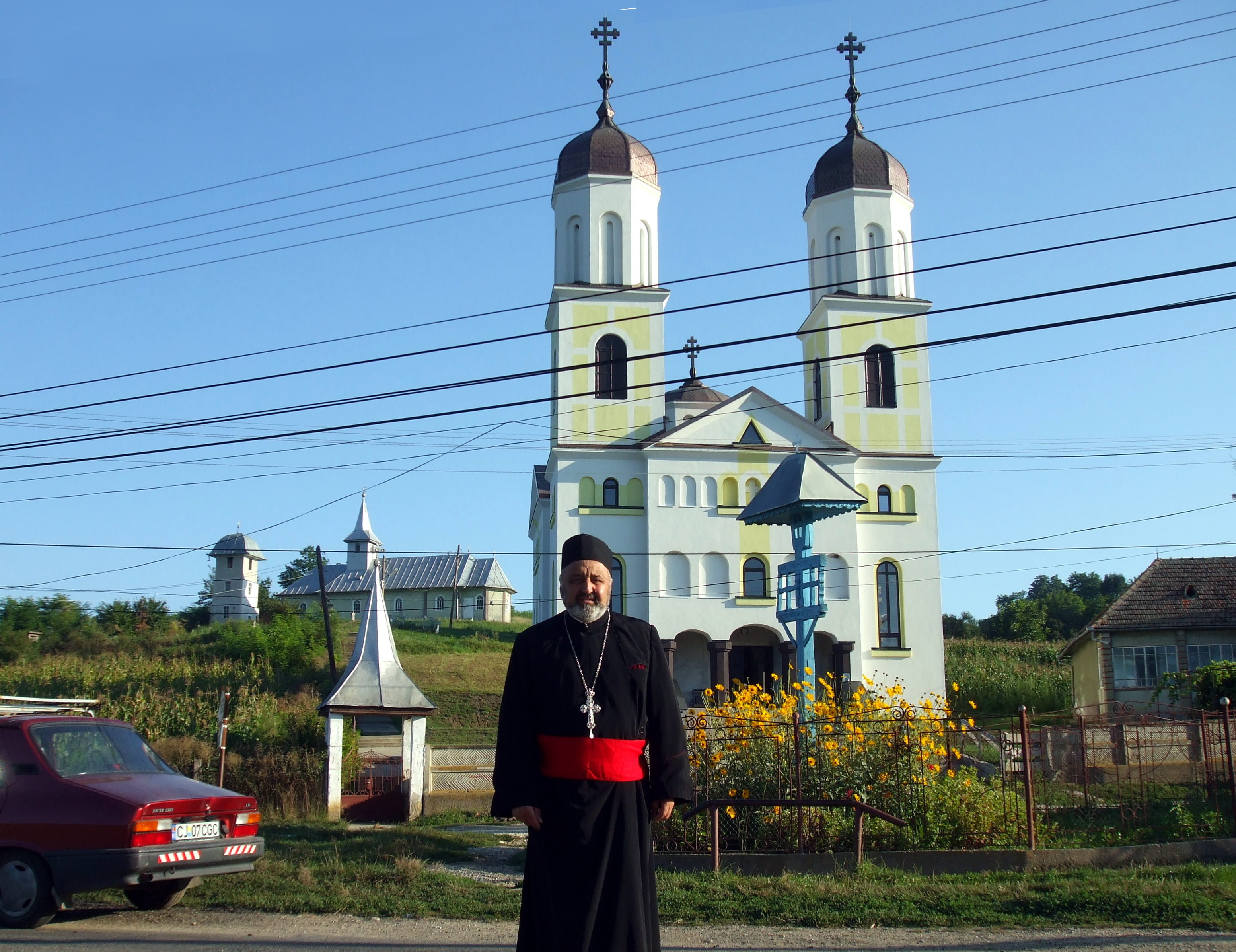
Noua biserica ortodoxa si ctitorul acesteia

- Mănăstirea Sfânta Treime din Soporu de Câmpie, ctitorită în 1992 de către Nicolae Pașca, preotul ortodox din sat.
- Biserica din sat.
- Monumentul dedicat eroilor din primul și al doilea război mondial din apropierea bisericii.
- Descperirile arheologice din sat - Cimitirul dacic.
- Noua biserică ortodoxă din sat, proiectată în 1946 și realizată în 2009 de preotul ortodox Nicole Pașca, cu sprijinul puternic al unui grup de săteni și a credincioșilor din toată țara.

## Personalități

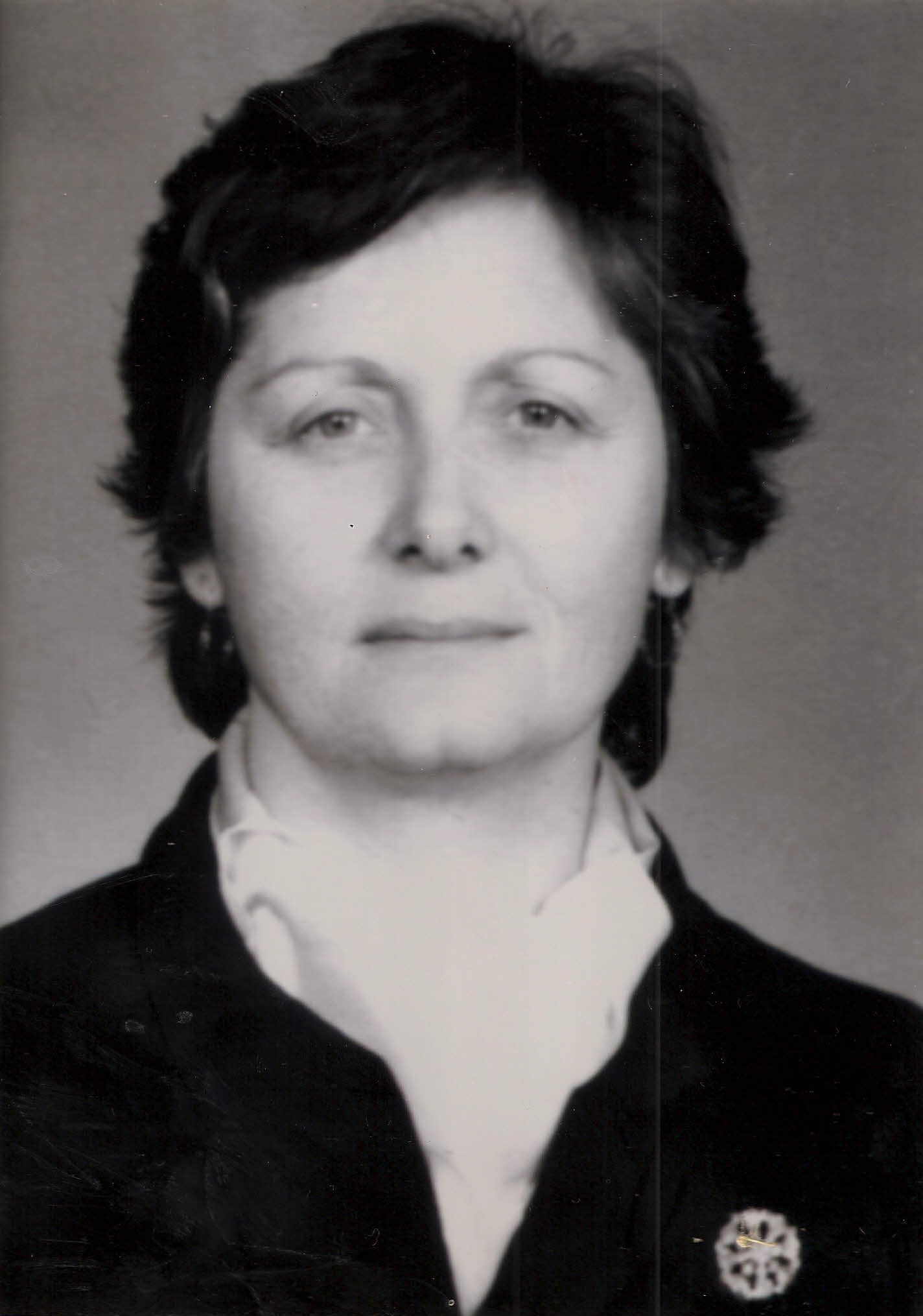
Prof. Marta Alupului Rus.

- Profesor Marta Alupului Rus, mulți ani profesor și director de școală la Piatra Neamț, absolvent al Universitații Babeș-Bolyai din Cluj în anul 1969. S-a născut în Soporul de Câmpie în anul 1946 și a murit în anul 2005, la Piatra Neamt. Preotul Nicolae Pașca, ctitorul Mănăstirii Sfânta Treime din Soporu de Câmpie

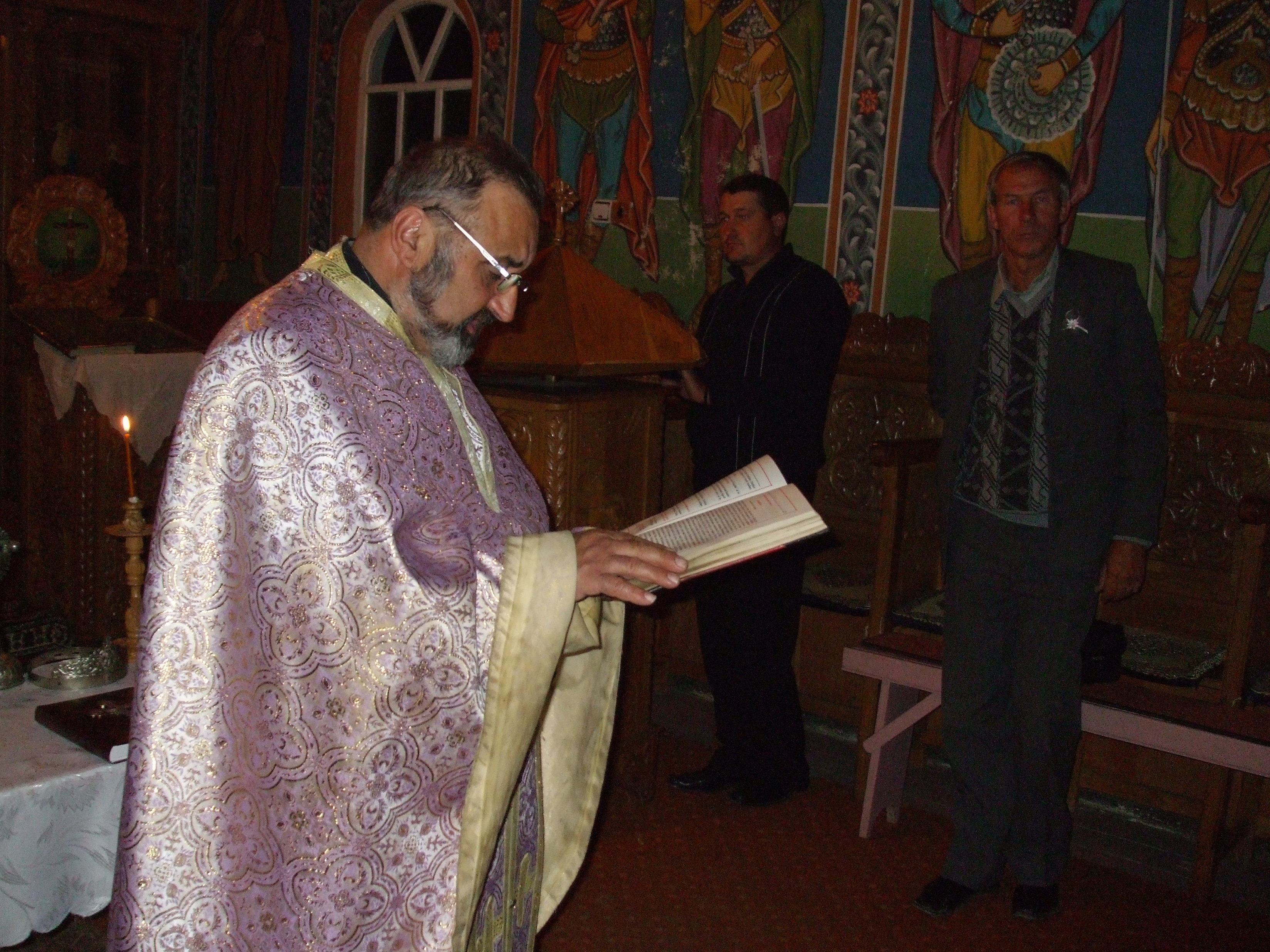
Preotul Nicolae Pașca, ctitorul Mănăstirii Sfânta Treime din Soporu de Câmpie

Scrie unica monografie folclorică a satului Soporul de Câmpie în anul 1969, în cadrul lucrării de licență intitulate „Soporul de Câmpie: monografie folclorică”, lucrare publicată în 2012 de Fundația culturală „Vacanțe muzicale” din Piatra Neamț, Editura Capriccio Piatra Neamț, ISBN -978-606-92873-47, o lucrare monumentală privind descrierea satului, tradițiile acestuia și particularitățile folclorice ale zonei, inclusiv imagini fotografice din anii 1950-1960;
- Nicolae Pașca, preot, ctitorul Mânăstirii Sfânta Treime din Soporul de Câmpie și a noii biserici ortodoxe din localitate;
- Vasile Suciu (1942-2013), fotbalist care a evoluat la Arieșul Turda, Steaua București, Jiul Petroșani, Sportul Studențesc, precum și în echipa națională de fotbal a României. În perioada 1960–1970 a fost considerat unul din cei mai buni portari români din toate timpurile. A câștigat, alături de Steaua, de cinci ori Cupa României, iar în campionatul 1967–1968 a obținut titlul de campion național cu aceeași echipă.
- Șandor Ciurcui, violonist, a format și a condus formația de muzică populară din Câmpia Transilvaniei „Taraful din Soporu de Câmpie”.[12]
- Alexandru Ciurcui (1954 - 2023), violonist. A debutat în formația "Taraful din Soporul de Campie", condusă de Sandor Ciurcui, tatăl său, la vârsta de 11 ani.

## Galerie de imagini

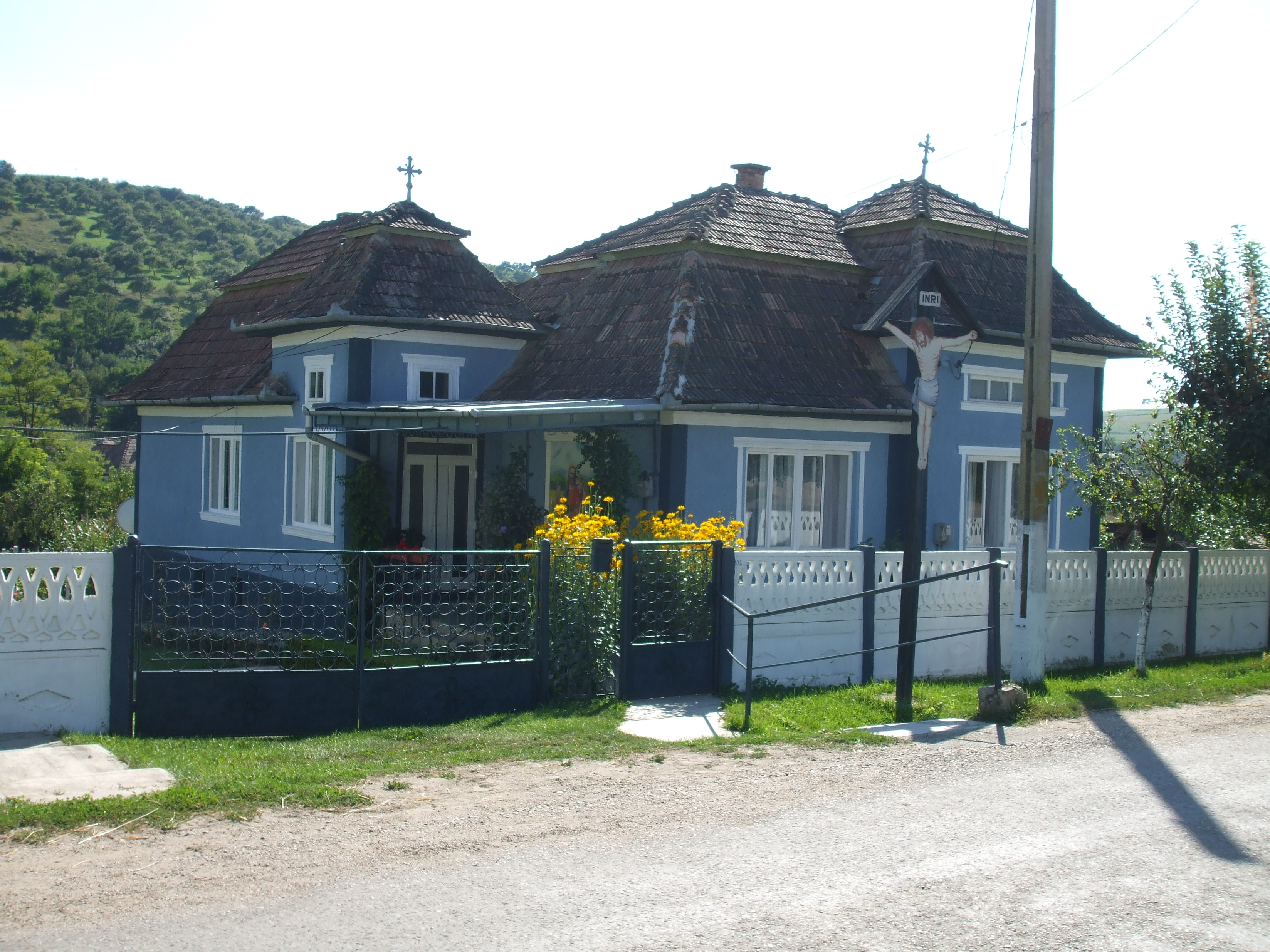
Casa parohială
Balconul vechii biserici ortodoxe din Soporu de CâmpieBalconul vechii biserici ortodoxe din Soporu de Câmpie
Interior vechea biserică ortodoxăInterior vechea biserică ortodoxă
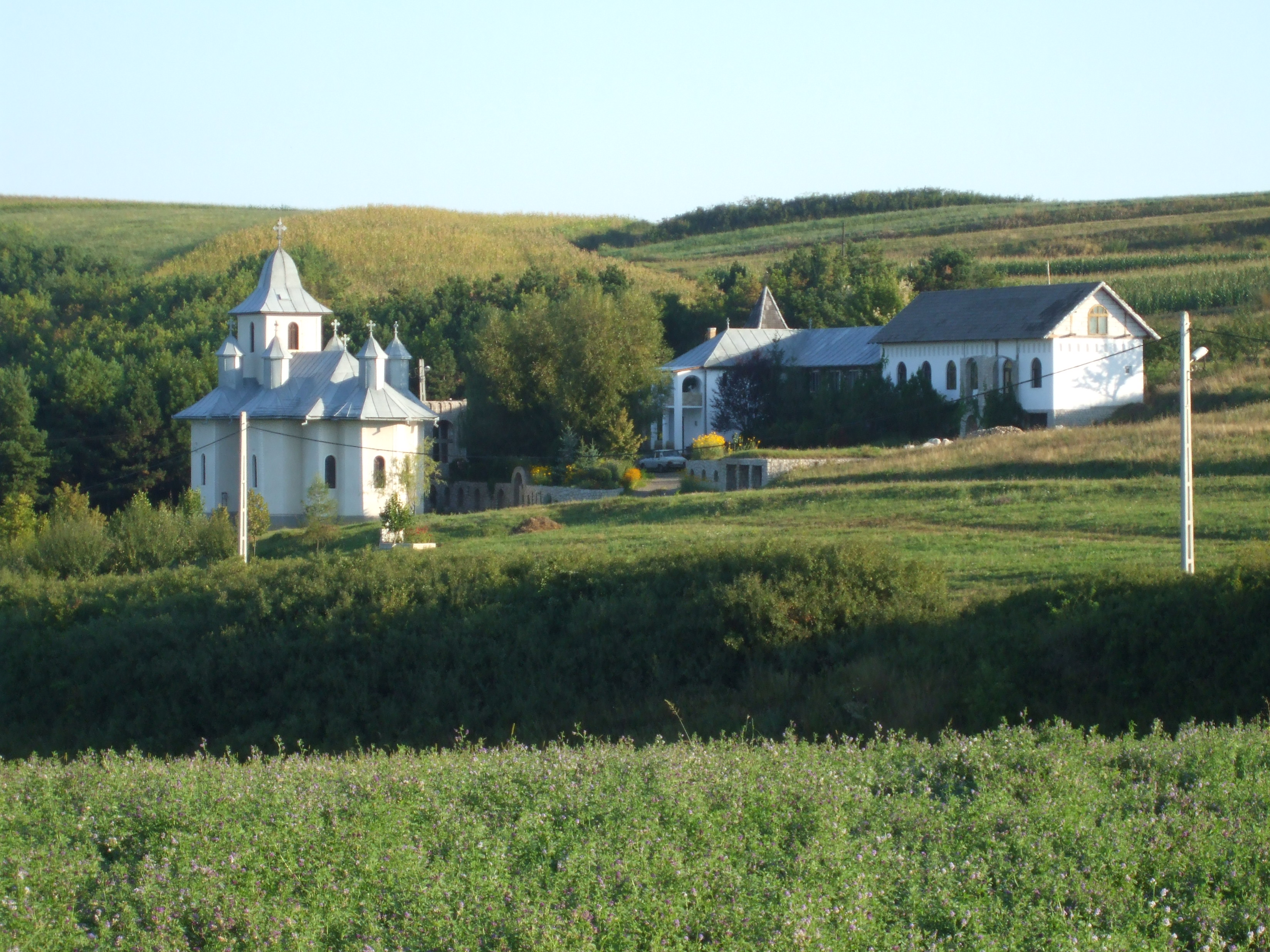
Mănăstirea Sfânta Treime din Soporu de Câmpie
Cele două biserici ortodoxe din Soporu de CâmpieCele două biserici ortodoxe din Soporu de Câmpie
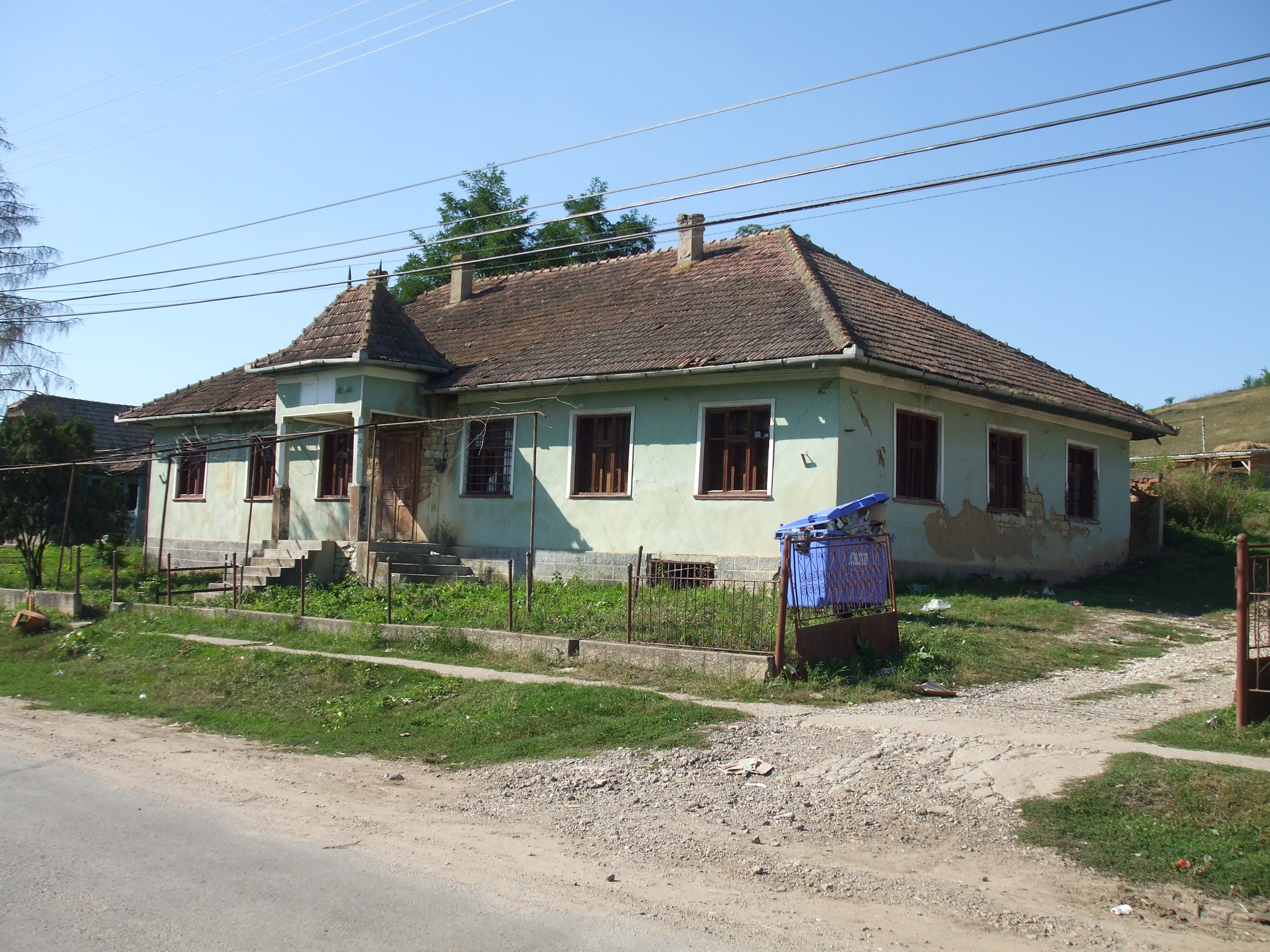
Fostul sediul al Primăriei din comuna Soporu de Câmpie, imediat după colectivizarea din 1961
Noua biserică ortodoxă din sat - vedere dinspre vestNoua biserică ortodoxă din sat - vedere dinspre vest
Lista cronologică a preoţilor din Soporu de Câmpie
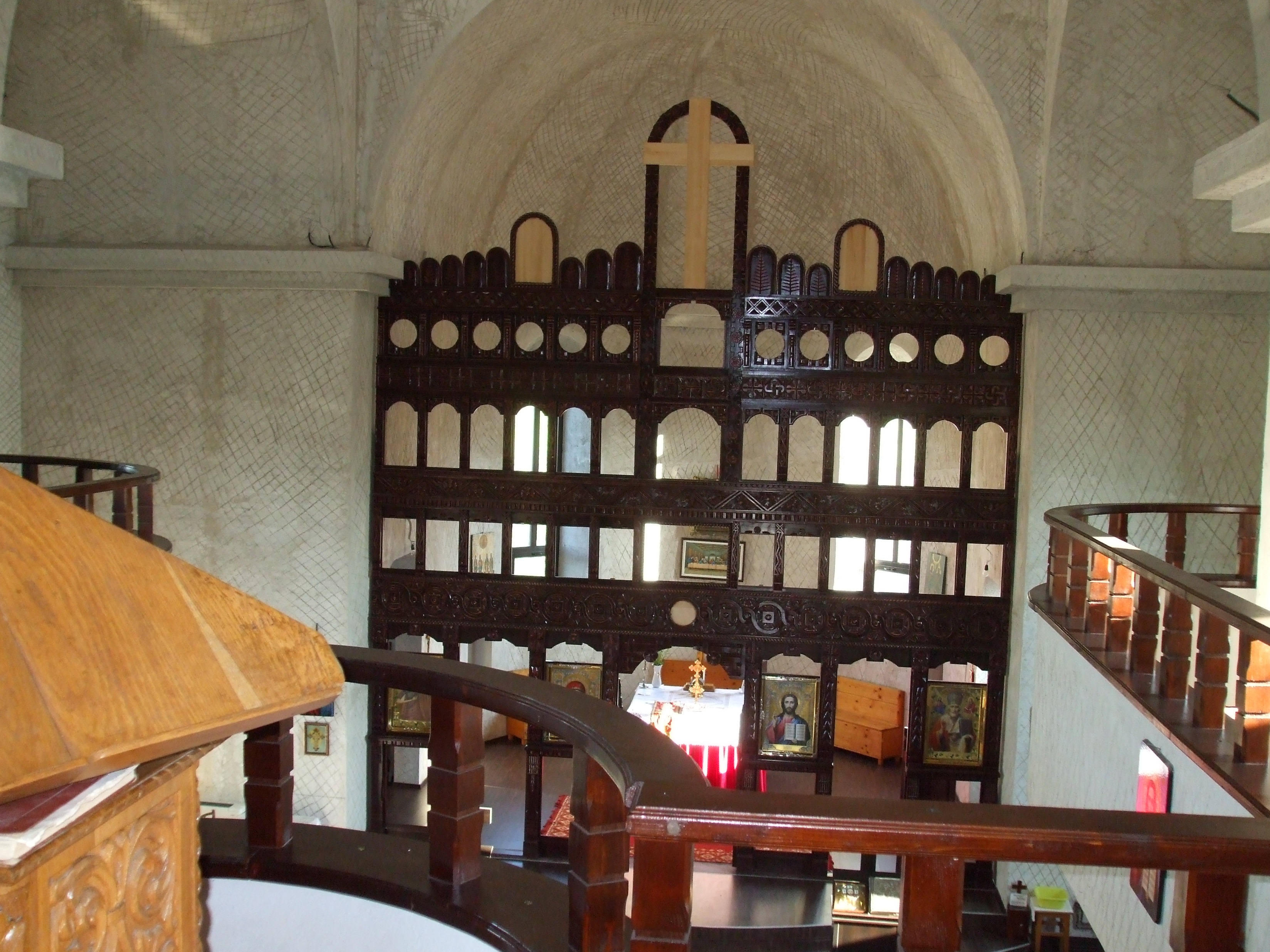
Iconostasul din lemn de tei a noii bisericii ortodoxe din sat
Eroii satului sau Lista celor căzuţi...Eroii satului sau Lista celor căzuţi...